# Sanhe
Sanhe (三河市,  Sānhé Shì – „Drei Flüsse“) ist eine kreisfreie Stadt in der chinesischen Provinz Hebei. Sie gehört zum Verwaltungsgebiet der bezirksfreien Stadt Langfang. Sanhe hat eine Fläche von 634,6 km² und zählt 652.042 Einwohner (Stand: Zensus 2010).
Seinen Namen verdankt der Ort den drei Flüssen namens Qidu 七渡 (heute: Ju He 泃河), Baoqiu 鲍邱 und Ju He 泃河 (heute: Hongnianggang 红娘港).

## Administrative Gliederung
Auf Gemeindeebene setzt sich Sanhe aus zehn Großgemeinde zusammen:
- Juyang (泃阳镇)
- Liqizhuang (李旗庄镇)
- Yangzhuang (杨庄镇)
- Huangzhuang (皇庄镇)
- Xinji (新集镇)
- Duanjialing (段甲岭镇)
- Huangshizhuang (黄土庄镇)
- Gaolou (高楼镇)
- Qixinzhuang (齐心庄镇)
- Yanjiao (燕郊镇)

## Denkmäler der Provinz Hebei
Auf der Denkmalsliste der Provinz Hebei stehen: Linju gucheng chengzhi, Menggezhuang-Stätte, Xixiaowang-Stätte, Lingshan-Pagode und Liubaita-Stätte.